# Lūcija Garūta
Lūcija Garūta (Riga, 14. svibnja 1902. – Riga, 15. veljače 1977.) bila je latvijska pijanistica, pjesnikinja i skladateljica. Značajna je njena kantata Dievs, Tava zeme deg! iz 1943. godine.

## Životopis
Lūcija Garūta rođena je u Rigi, koja je tada bila dio Ruskog Carstva) u obitelji računovođe. Od 1919. do 1925. studirala je klavir na Latvijskom konzervatoriju kod profesora Jāzepsa Vītolsa i drugih, uključujući Jānisa Mediņša, Jēkabs Mediņš i Jēkabs Kārkliņš. Tijekom studija bila je pijanistica répétiteur u Latvijskoj nacionalnoj operi.
Nakon diplome radila je na radiju u Rigi od 1925. do 1926. godine. Godine 1926. preuzela je mjesto predavača glazbene teorije i klavira na Jāzeps Mediņš School of Music.
Godine 1926. također je nastavila studij kod Alfreda Cortota, Isidora Philippa i Paula Le Flema, a 1928. studirala je kompoziciju kod Paula Dukasa na pariškoj École Normale de Musique. Godine 1926. debitirala je u Parizu, a potom je postala aktivna skladateljica, održavajući koncerte s pjevačicom Mildom Brehmane-Štengele, Ādolfs Kaktiņš i Mariss Vētra, violinistom Rūdolfs Miķelsons i violončelistom Atis Teihmanis. Godine 1939. bila je članica upravnog odbora Latvijske udruge za promicanje glazbe.
Tijekom 1920-ih i 1930-ih Lūcija Garūta bila je jedna od najaktivnijih pijanistica i kao solistica i kao korepetitor, nastupajući u Rigi i cijeloj Latviji. Sveukupno, Garūta je nastupila s više od 100 glazbenika na koncertima komorne glazbe.
Godine 1940., malo prije nego što je došlo do sovjetske okupacije Latvije, Garūta je preuzela mjesto predavača kompozicije i glazbene teorije na Latvijskom konzervatoriju, gdje je 1960. izabrana za profesoricu. Bolest je završila njezinu izvođačku karijeru u kasnim 1940-ima, ali je nastavila podučavati.
Lūcija Garūta umrla je 1977. u Rigi (u to vrijeme Latvijska SSR, Sovjetski Savez) i pokopana je na 1. šumskom groblju u Rigi. Od 2002. godine u Latviji se održava dvogodišnje Međunarodno natjecanje mladih pijanista Lūcija Garūta u njezin spomen.

## Odabrana djela
- Dievs, tava zeme deg! (1943) za soliste, zbor i orgulje
- Klavirski koncert u fis-molu (1952.)
- Preludij za klavir u cis-molu
- Preludij za klavir u E-duru
- Andante Tranquillo', klavirski trio in B